# 田乃家神社
田乃家神社（たのえじんじゃ）は、伊勢神宮皇大神宮（内宮）の摂社。本項目では、田乃家神社と同座する、内宮摂社の田乃家御前神社（たのえみまえじんじゃ）についても記述する。
両神社とも、農家の守護神を祀る。

## 概要
ここでは2社共通事項について記す。
三重県度会郡玉城町矢野字宮前387に鎮座する。鎮座地の矢野地区は、斎王・稚足姫皇女（わかたらしひめのひめみこ）の最期の地であるという説がある。境内には古墳が4基あると『中南勢開発地域遺跡地図』にあるが、木本雅文による実地調査によれば、5基確認されたという。鎮座地の矢野付近からは弥生時代・古墳時代の遺跡が多数発見されている。また享保9年（1724年）に紀州藩が建立した「禁殺生石」、天保13年（1842年）の銘のある水盤が境内にある。
2社は同座しており、社殿は1つである。神明造板葺の社殿は南の方角を向いており、一重の玉垣に囲まれている。1基の神明鳥居がある。賽銭箱は置かれていない。社地の面積は13,114m2。

## 田乃家神社
田乃家神社は、内宮の摂社27社のうち第5位である。内宮摂社の中でも格式の高い神社である。神体は鏡である。
祭神は大神御滄川神（おおかみのみさむかわのかみ）。農耕者と家の守護神である。「大神」と名が付いているのは、皇大神宮の祭神・天照大御神の神徳がこの地域に及び定められた神社であることに由来する。度会延経は、「大神御滄川神」の滄を「うみ」と読み、天照大御神の和魂であり、水霊であると解釈した。
社名の「田乃家」（たのえ）は、「田の上」という地形説、「田邊郷」という地名説、「田戸」（公田のそばに住む人々の代々の田や戸）説がある。木本雅文は『式内社調査報告』において地名説には疑義があるとし、「田の上」説と「田戸」説はどちらが正しいか検証できる史料がないと述べている。また、『皇大神宮儀式帳』に記載のある社名「田邊神社」から文字通り田のほとり・近く（辺）にある神社とも解釈できるとした。せんぐう館のウェブサイトや『伊勢神宮に行こう』では、「田戸」説のみ紹介している。
御巫清直は「田邊神社」と「田邊氏神社」（氏神社、内宮禰宜を務めた荒木田氏の祖先を祀る）を同一視しているが、木本雅文は両神社の所在地や祭神が異なることから明らかに別の神社であると考えられると述べている。一方、和田年弥は『日本の神々』の田乃家神社の項で以下のように記し、「田邊神社」と「氏神社」を同一視している。（以下の「当社」は「田乃家神社」を指す。）
| 「 | 田辺は皇大神宮を奉斎する荒木田氏の本貫地と推定されており、「氏社」あるいは「氏神社」とも称されるように荒木田氏の祖霊を祀る当社は、数ある神宮の摂末社のなかでも特異な存在である。 | 」 |

## 田乃家御前神社
田乃家御前神社は、内宮の摂社27社のうち第6位である。正殿は中絶し、田乃家神社に同座する。
祭神は御前神（みまえのかみ）。大神御滄川神と同じく農家の守護神である。祭神の名は、「大神御滄川御前神」（おおかみのみさむかわのみまえのかみ）、「田乃家御前神」とも表記する。

## 歴史
『皇大神宮儀式帳』によれば、雄略天皇の御代に創建されたという。確実なところでは、伊勢神宮の摂社の定義より『延喜式神名帳』成立、すなわち延長5年（927年）以前に創建された。『皇大神宮儀式帳』にも記載があることから延暦23年（804年）以前から存在したことになる。なお、『皇大神宮儀式帳』には「田邊神社」または「田邊社」と記されている。
古代の田乃家神社は皇大神宮に準じて20年に一度の式年遷宮の対象となっていた。しかし暦応3年12月8日（ユリウス暦：1340年12月27日）に若狭国・丹波国の役夫工米をもって社殿を造り替えるよう命じた記録以後、遷宮の記録は途絶え、祭祀も断絶、社地すら不明となってしまった。寛文3年9月8日（グレゴリオ暦：1663年10月8日）、大宮司の河邊精長（大中臣精長）により再興された。この時、田乃家御前神社は再興されず、以後田乃家神社と同座することとなった。精長が比定した場所からは鳥居跡と考えられる丸石や社地に敷かれていたと思われる白石が多数出土したことから、旧社地として正しいと考えられるが、「田邊神社」と「氏神社」を同一視する御巫清直は田宮寺境内の天神が旧地であると主張した。
社殿は1920年（大正9年）4月に造り替えられた。

## 祭祀
巡回祭典の形で祈年祭（2月）、月次祭（6月・12月）、神嘗祭（10月）、新嘗祭（11月）の際は社殿の前で祭祀が行われ、歳旦祭（1月）、元始祭（1月）、建国記念祭（2月11日）、風日祈祭（5月・8月）、天長祭（12月23日）は内宮五丈殿で遥祀にて催行する。
地域の習俗として、3月16日の当藪（とうやぶ）日待、11月11日の鳥名子組の日待が行われる。当藪は、田乃家神社の俗称である。

## 交通
神社前には入り口となる道路が2本ある。伊勢市観光協会によれば、入り口は少し分かりづらい。1980年代には伊勢市駅から玉城町の野中行きの路線バスが運行され、「矢野」バス停が最寄りの停留所であった。
- JR参宮線
  - 外城田駅より徒歩約40分（約3.2km）。
  - 田丸駅より徒歩約42分（約3.4km）。
- 伊勢自動車道玉城ICより約10分[20]。付近に駐車場はない。